# Estilos de natación

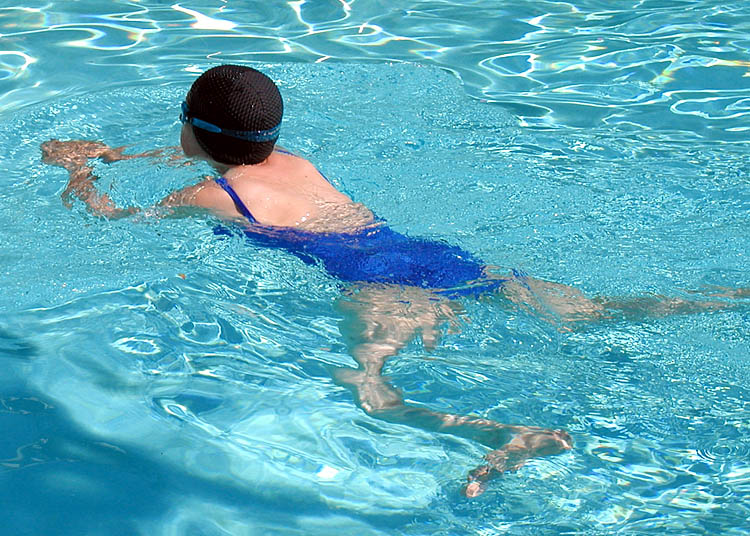
Parte del estilo pecho.

Hay cuatro  estilos de natación conocidos y nadados comúnmente. Estos están clasificados por su uso habitual: natación competitiva, natación recreativa y natación para propósitos especiales —como, por ejemplo, rescate acuático—. Esta clasificación, por supuesto, no es definitiva, y hay algunos tipos de nado competitivo que pueden ser usados de una manera recreativa y viceversa. Además, es posible nadar solo con los pies o solo con los brazos, pero estos estilos no serán listados a menos que tengan un propósito en especial.

## Estilos de natación
Los siguientes estilos  se  distinguen  en competiciones. Cuatro de ellos están regulados por la FINA, que son los estilos que requieren de un control para su buena ejecución: El pecho, el estilo libre, el estilo espalda y el estilo mariposa.
- Estilo braza (conocido también como pecho): En este estilo, el nadador flota boca abajo, con los brazos apuntando al frente y ejecuta la siguiente secuencia: hace un círculo con los brazos, siempre debajo de la superficie del agua. Se encogen las piernas, con las rodillas adentro y luego se estiran con un impulso al tiempo que los brazos vuelven al frente verticalmente, momento en el cual comienza de nuevo todo el ciclo.

- Estilo libre (conocido también como crol): El crol es un estilo de natación que consiste en que uno de los brazos del nadador se mueve en el aire con la palma hacia abajo dispuesta a ingresar al agua, y el codo relajado, mientras el otro brazo avanza bajo el agua.

- Estilo espalda (conocido también como dorso): El estilo espalda o dorsal es un estilo de natación en el que se usan ambos brazos, y la cabeza hacia arriba. Este estilo es esencialmente crol, solo que el nadador flota con la espalda en el agua. La secuencia de movimientos es alternativa: un brazo en el aire con la palma de la mano saliendo afuera desde debajo de la pierna, mientras el otro impulsa el cuerpo en el agua.

- Estilo mariposa: El estilo mariposa es un estilo de natación, una variación del estilo pecho o estilo braza, en la que ambos brazos se llevan juntos al frente por encima del agua y luego hacia atrás al mismo tiempo bajo el agua. El movimiento de los brazos es continuo y siempre va acompañado de un movimiento ondulante de las caderas, el cual nace al llevar para abajo la cabeza al momento de entrar al agua, y culmina con la patada, llamada delfín, es un movimiento descendente y brusco de los pies juntos.

En competencias puede haber diferentes distancias, que dependen de la categoría en la que la persona se encuentre (la categoría se define según la edad), por lo que se puede nadar desde los 25 metros hasta 1 kilómetro o más. Cuando se nada en este tipo de competición es posible nadar cualquier estilo de esta lista. Casi todos los nadadores usan el crol debido a su velocidad superior. Para las competiciones de estilos, tanto si son individuales como de relevos, el estilo libre puede ser cualquier estilo salvo pecho, espalda y mariposa. En los relevos se compiten conforme este orden dorso, pecho, mariposa y libre, el relevo se nadan completamente diferentes a los otros combinados.
En el relevo es el único por el momento en que se hace en equipo.
- Datos: Q1154385
- Multimedia: Swimming styles / Q1154385